# Sine Bach Rüttel
Sine Bach Rüttel er en sanger og banjospiller fra Danmark.
Sine Bach Rüttel spiller med Neighbours & Friends, Walther, Tobacco, Arne Würgler, Sommersang i Mariehaven m.fl. 
Hun har medvirket på plader med blandt andre Arne Würgler, Erik Grip, Tobacco, Lars Lilholt, D-A-D, Peter Vesth, Peter Abrahamsen, Neighbours & Friends, Walther & Sine, Mathias Grip, Babulja, Lilly, Cordelia, Claus Toft m.fl. 
Sine Bach Rüttel har udgivet 3 soloalbums: Lovin’ Only Me (2002), Crazy Rain (2004), Chasing the Dragon 2011

## Diskografi
- Lovin' only me (2002)
- Crazy Rain (2004)
- Chasing the Dragon (2011)

 Der er for få eller ingen kildehenvisninger i denne artikel, hvilket er et problem. Du kan hjælpe ved at angive troværdige kilder til de påstande, som fremføres i artiklen.